# 上地信息产业基地

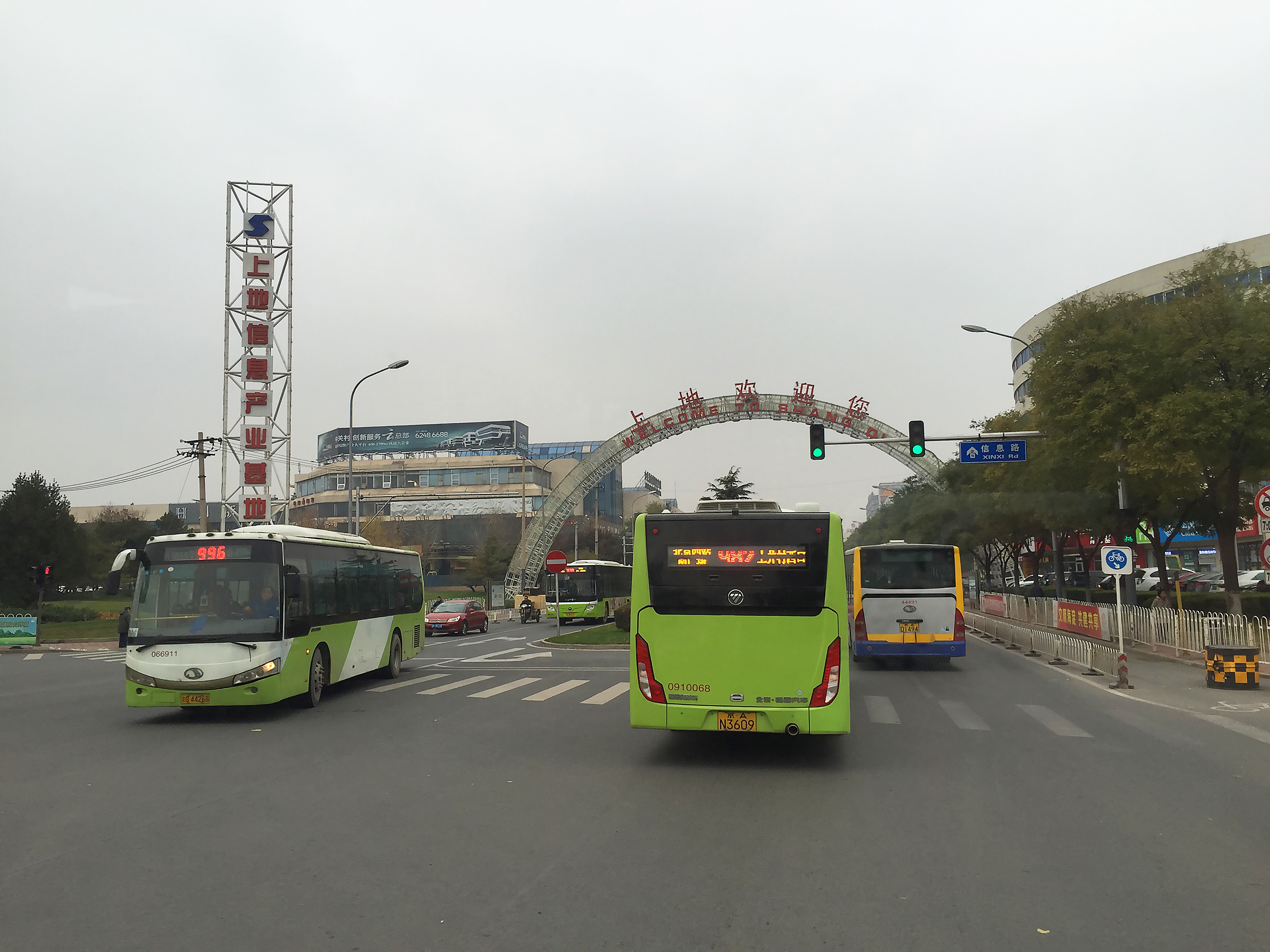
信息路上的上地信息产业基地标牌

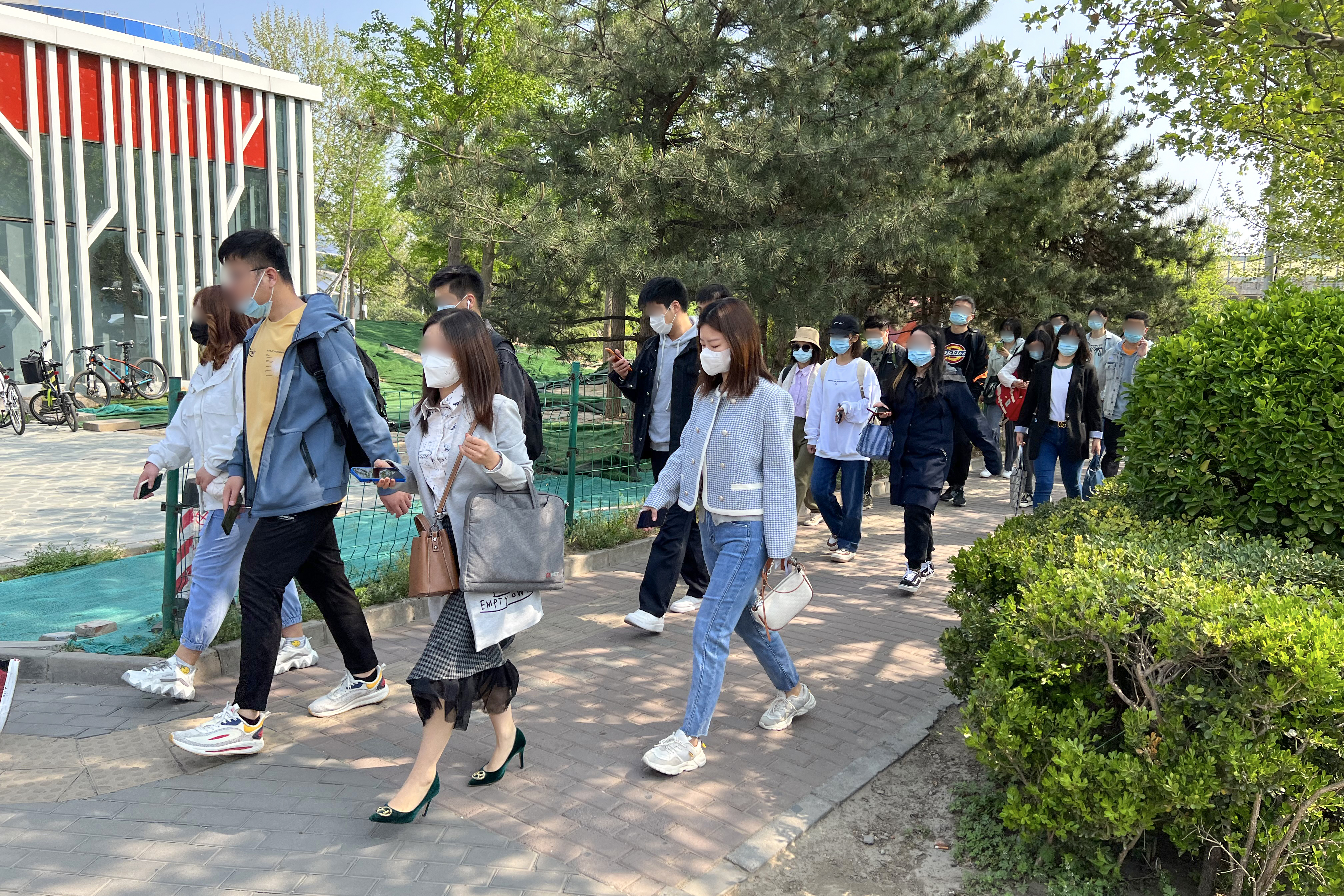
从西二旗站前往上地信息产业基地的通勤客流

上地信息产业基地是北京中关村科技园区的一个“专业园区”，位于海淀区北部，原上地村位置。此处云集了很多信息产业界的龙头企业。
上地信息产业基地的设想提出于1988年，1990年正式提出。1991年5月，北京市成立了上地建设领导小组，经过一些审批手续之后，于10月12日开工建设。1999年决定增加北区，增加后上地信息产业基地总占地232万平方米，总建筑面积约262万平方米。2000年6月北区开工，12月南区建成。
入驻的企业包括联想集团、百度、IBM、北大方正等。